# Angels (canção de Robbie Williams)
"Angels" (em português: Anjos) é uma canção de Robbie Williams, do álbum Life thru a Lens. 
Angels foi eleita a melhor música dos últimos 25 anos (da época) pelos ouvintes da BBC e recebeu um prêmio especial na 15º edição do Brit Awards.
A música ficou em 5º lugar em uma lista com 500 músicas, escolhidas a partir dos votos de mais de 7 mil ouvintes da rádio britânica Virgin.

## Posições nas paradas
| Parada (1997)                    | Posição |
| -------------------------------- | ------- |
| Reino Unido Singles Chart        | 4       |
| Parada (1998)                    | Posição |
| Swiss Singles Chart              | 4       |
| França Singles Chart             | 7       |
| Alemanha Singles Chart           | 9       |
| Argentina Singles Chart          | 10      |
| Austria Singles Chart            | 12      |
| Mexico Singles Chart             | 13      |
| Swedish Singles Chart            | 13      |
| Dutch Singles Chart              | 14      |
| Australia Singles Chart          | 40      |
| Parada (1999)                    | Posição |
| EUA The Billboard Hot 100 Charts | 41      |
| EUA Adult Contemporary Charts    | 10      |
| Parada (2008)                    | Posição |
| EUA iTunes Top 100               | 7       |
| Canadá Top Digital               | 40      |

## Versão por Jessica Simpson
A cantora americana Jessica Simpson gravou um cover da música, que se tornou um dos singles  do álbum In This Skin. A música alcançou a posição #6 no Bubbling Under Hot 100 Singles da parada americana Billboard.

## Posições nas paradas
| Parada (2004)                  | Posição |
| ------------------------------ | ------- |
| Bubbling Under Hot 100 Singles | 6       |
| EUA Top 40 Tracks              | 37      |
| EUA Top 40 Mainstream          | 23      |
| Australia ARIA Singles Chart   | 27      |
| México Top 100 Singles Chart   | 10      |

## Versão de KLB
"Um Anjo" é uma canção gravada pelo grupo pop brasileiro KLB, lançada em 2005 como primeiro single do álbum Obsessão. Versão do trio ao mega hit de Robbie Williams, foi trazida ao Brasil pelo produtor do disco, o inglês radicado no país Paul Ralphes. Antes do lançamento, a música já conquistava o primeiro lugar nas rádios e o CD ganhava disco de ouro em apenas 2 semanas pelas 40.000 cópias vendidas.

### Videoclipe
No videoclipe, o KLB canta numa mansão. Em outro plano, um viúvo chora após a morte de sua esposa e recorda-se dela.